# Prince George County
Prince George County är ett administrativt område i delstaten Virginia, USA, med 35 725 invånare. Den administrativa huvudorten (county seat) är Prince George. 

## Geografi
Enligt United States Census Bureau så har countyt en total area på 730 km². 688 km² av den arean är land och 42 km² är vatten.  

## Sjukhus och vårdcentraler
- Kenner Army Health Clinic (militärsjukhus)

### Angränsande countyn
- Chesterfield County - nordväst
- Charles City - norr
- Surry County - öster
- Sussex County - söder
- Dinwiddie County - väster